# Red Jesuita Africana contra el Sida
La Red Jesuita Africana contra el Sida (African Jesuit AIDS Network AJAN) es una red de entidades creada el 21 de junio de 2002 por jesuitas de África y Madagascar, con sede en Nairobi, que actúa en varios países para luchar contra el sida, generar una conciencia crítica e impulsar el acceso universal a tratamientos a enfermos de sida. En 2017 estaba presente en 20 países. La entidad ha defendido en varias ocasiones el déficit de financiación para la lucha contra el sida en África. Es una de las entidades de la Iglesia Católica que en total atienden al 25% de los enfermos de Sida del mundo y que en África en áreas remotas puede llegar al 100%, según datos del Vaticano.
Fundó y dirigió la entidad de 2002 a 2010 Michael Czerny. El motivo de la creación de la entidad fue "animar a los jesuitas de África y Madagascar a fundar y desarrollar proyectos" relacionados con la lucha contra el sida. Estas entidades pueden ser de personas infectadas o afectadas por el virus, que luchan contra la estigmatización y la discriminación, que promueven la responsabilidad y prevención y que son sensibles a la cultura, la fe y la espiritualidad de la gente. Según Czerny limitar la lucha contra el sida a fomentar el uso del preservativo no es suficiente y transmite que los africanos son "ansiosos, egoístas e incapaces de autocontrol". A finales de la década de 2010 al frente de la entidad había Paterne Mombe, experto sobre el sida en África formado en Biología en Burkina Faso, que decidió dedicarse a la lucha contra el sida después de estar en contacto con enfermos de Uganda. "No se trata de decirles que utilicen el preservativo o que no lo hagan, sino de formar una conciencia crítica, para que hagan una opción razonada, y escojan lo que consideren mejor para ellos", dijo en una entrevista.